# Divini Illius Magistri
Divini Illius Magistri è un'enciclica di papa Pio XI, promulgata il 31 dicembre 1929 e dedicata al tema dell'educazione cristiana della gioventù. 
Scopo dell'educazione, secondo il Pontefice, è indicare quella serie di comportamenti che portano l'uomo a realizzare lo scopo soprannaturale per cui è stato creato. Pertanto, solo l'educazione «cristiana» è da considerarsi «vera educazione». In questo quadro, sotto la direzione della Chiesa, il ruolo della famiglia risulta essere fondamentale. Anche lo Stato viene riconosciuto come parte in causa nell'educazione dei giovani, benché l'accento sia qui posto sulla sua subordinazione al ruolo primario della Chiesa. 
Obiettivo ultimo di Pio XI – preoccupato dai caratteri totalitari viepiù assunti dal fascismo, e dalla mancanza di un'effettiva «cattolicizzazione» delle istituzioni italiane dopo i Patti Lateranensi – è la «ricostruzione cristiana della società» all'interno della cornice ideologica della legge naturale, già delineata da papa Leone XIII, a cui il testo dell'enciclica fa più volte riferimento. Il rispetto della legge naturale garantirebbe, infatti, la primazia della Chiesa cattolica rispetto allo Stato per ciò che concerne l'individuazione dei corretti valori morali e civili da impartire nell'educazione della gioventù.
Alla Divini Illius Magistri seguirà, sulla stessa linea, la lettera enciclica Non Abbiamo Bisogno, in cui Pio XI definirà la volontà di un monopolio fascista in campo educativo «statolatria pagana».